# Ortwin Wohlrab
Ortwin Wohlrab (* 24. Februar 1953) ist ein deutscher Mathematiker und IT-Manager.
Wohlrab wuchs in Bochum auf und studierte in Bonn Physik und Mathematik (Diplom in Mathematik 1980). Er wurde 1985 bei Stefan Hildebrandt an der Universität Bonn promoviert (Zur numerischen Behandlung von parametrischen Minimalflächen mit halbfreien Rändern). Als Mathematiker befasste er sich mit Minimalflächen und ist Ko-Autor einer zweibändigen Monographie darüber mit seinem Lehrer Hildebrandt, die ein Standardwerk ist. Er befasste sich besonders mit der numerischen Berechnung und grafischen Darstellung von Minimalflächen (und zugehörigen nichtlinearen partiellen Differentialgleichungen). Er war ab 1985 Associate Visiting Professor an der University of California, Santa Cruz, bei Anthony J. Tromba. Zurück in Bonn baute er ein Grafiklabor auf das insbesondere dem Sonderforschungsbereich für nichtlineare PDE diente. 1989 wechselte er in die IT-Wirtschaft zunächst zu einer EDV-Tochter von Rheinmetall und danach für das Softwarehaus PSI AG, bei dem er 1996 ganz nach Berlin wechselt. Er war langjährig CEO und Vorstandsvorsitzender beim Internet-Dienstleister Netfox AG in Kleinmachnow, der auf Computersicherheit spezialisiert ist. 
Er war langjähriger (bis 2011) Vorsitzender des  Interessensverband für Unternehmen der IT- und Internetwirtschaft in Berlin und Brandenburg (SIBB) und erhielt vor allem dafür 2013 das Bundesverdienstkreuz am Bande.

## Schriften
- mit Ulrich Dierkes, Stefan Hildebrandt, Albrecht Küster: Minimal Surfaces, Teil 1, 2, Grundlehren der mathematischen Wissenschaften 295/296, Springer 1992
- Einschließungssätze für H-Flächen, Bonner mathematische Schriften 138, 1982